# Campanulariidae
Famille
Les Campanulariidae forment une famille d'hydrozoaires dans l'ordre des Anthoathecatae. La famille compte environ 140 espèces.

## Liste des genres
Selon World Register of Marine Species (16 août 2023) :
- genre Campanularia Lamarck, 1816
- genre Clytia Lamouroux, 1812
- genre Gastroblasta Keller, 1883
- genre Gonothyraea Allman, 1864
- genre Hartlaubella Poche, 1914
- genre Laomedea Lamouroux, 1812
- genre Obelia Péron & Lesueur, 1810
- genre Orthopyxis L. Agassiz, 1862
- genre Rhizocaulus Stechow, 1919
- genre Silicularia Meyen, 1834

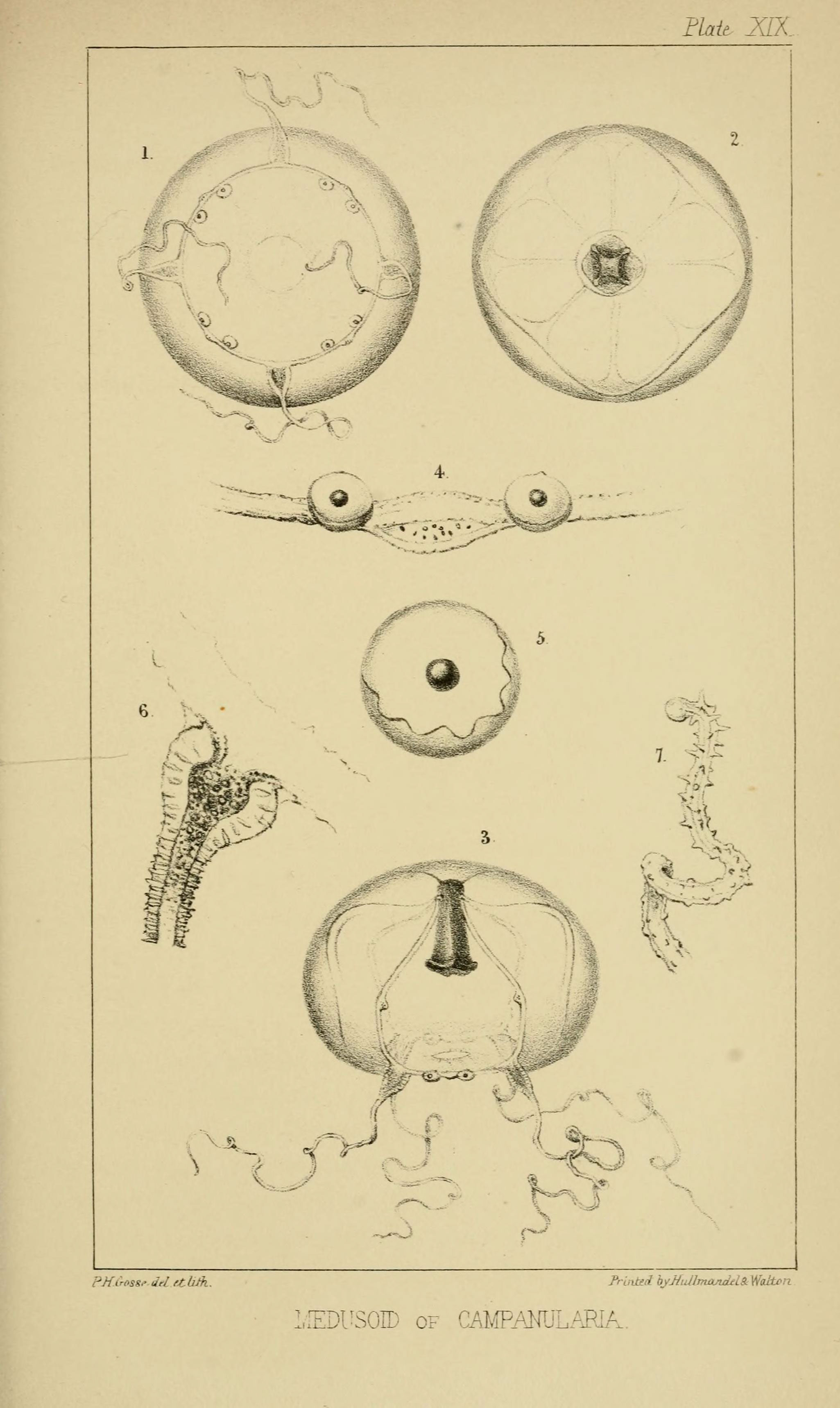
Campanularia sp.
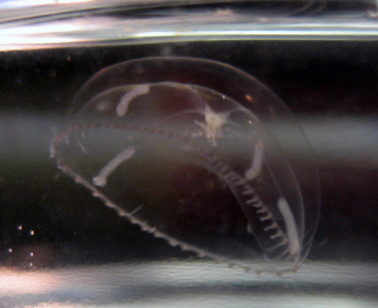
Clytia gregaria (stade méduse)
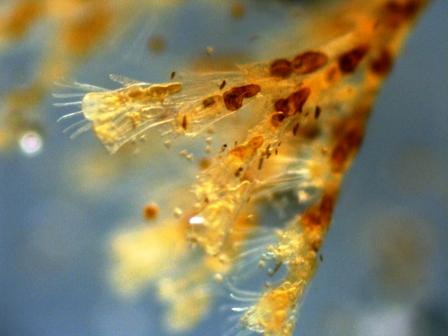
Obelia sp. (stade benthique)